# Episodi di Soko 5113 (trentacinquesima stagione)
La trentacinquesima stagione della serie televisiva Soko 5113 è stata trasmessa in anteprima in Germania dalla ZDF tra il 19 ottobre 2009 e il 2 aprile 2010.
| nº | Titolo originale                  | Titolo italiano | Prima TV Germania | Prima TV Italia |
| -- | --------------------------------- | --------------- | ----------------- | --------------- |
| 1  | Amok                              |                 | 19 ottobre 2009   |                 |
| 2  | Tod im Regenbogen                 |                 | 26 ottobre 2009   |                 |
| 3  | Zwei Frauen und ein Mord          |                 | 2 novembre 2009   |                 |
| 4  | Wa(h)re Liebe                     |                 | 9 novembre 2009   |                 |
| 5  | Trachtlers Tod und falsches Spiel |                 | 16 novembre 2009  |                 |
| 6  | Vater ist der Beste               |                 | 23 novembre 2009  |                 |
| 7  | Die letzte Kugel                  |                 | 30 novembre 2009  |                 |
| 8  | Flüchtige Liebe                   |                 | 7 dicembre 2009   |                 |
| 9  | Tödliches Stelldichein            |                 | 14 dicembre 2009  |                 |
| 10 | Späte Frucht                      |                 | 21 dicembre 2009  |                 |
| 11 | Bis dass der Tod euch scheidet    |                 | 28 dicembre 2009  |                 |
| 12 | Spurlos                           |                 | 4 gennaio 2010    |                 |
| 13 | Querschuss                        |                 | 11 gennaio 2010   |                 |
| 14 | Der Fluch der bösen Tat           |                 | 18 gennaio 2010   |                 |
| 15 | Junggesellenabschied              |                 | 25 gennaio 2010   |                 |
| 16 | Ungeschminkt                      |                 | 1º febbraio 2010  |                 |
| 17 | Unter der Eiche                   |                 | 8 febbraio 2010   |                 |
| 18 | Ausgebrannt - Teil 1              |                 | 15 febbraio 2010  |                 |
| 19 | Ausgebrannt - Teil 2              |                 | 1º marzo 2010     |                 |
| 20 | Vendetta                          |                 | 2 aprile 2010     |                 |